# Bec de la Sasse
Bec de la Sasse är en bergstopp i Schweiz. Den ligger i distriktet Entremont och kantonen Valais, i den södra delen av landet, 110 km söder om huvudstaden Bern. Toppen på Bec de la Sasse är 3 495 meter över havet.